# 金八 (アルバム)
| 専門評論家によるレビュー        | 専門評論家によるレビュー |
| レビュー・スコア                | レビュー・スコア         |
| 出典                            | 評価                     |
| ------------------------------- | ------------------------ |
| 『Billboard Japan』（佐藤優太） | 肯定的                   |

『金八』（きんぱち）は、2015年1月28日にデフスターレコーズから発売された私立恵比寿中学の2枚目のアルバム。

## 概要
通常盤（CD）・初回生産限定盤（CD+Blu-ray）の2形態で発売。初回限定（通常盤・初回生産限定盤の初回限定）封入特典は、トレカ（全8種のうち1種ランダム）。

## 収録曲
16曲を収録。

### CD
1. 「私立恵比寿中学の日常 (Prologue)：二乗の事情」
2. 「金八DANCE MUSIC」[6]
自身の『ミュージックステーション』出演を願う歌詞（金八はミュージックステーションの放送日時（金曜8時）を表している）。
また、人気のあったテレビドラマ『3年B組金八先生』の主人公である坂本金八が長髪をかき上げる仕草が振り付けに取り入れられている。
歌詞の「あじゃぱー」は、昭和期のコメディアン伴淳三郎の有名なギャグ。
2015年2月6日放送の同番組に出演し、この曲を披露した[7][8]。
その際に最後の"次は私立恵比寿中学です"の部分は"以上エビ中でした"へ変更された。
ベストアルバム『「中卒」〜エビ中のイケイケベスト〜』（2016年）にも収録。
3. 「未確認中学生X (金八ver.)」[9]
5thシングル。
4. 「テブラデスキー 〜青春リバティ〜」
廣田あいか主演映画『たまこちゃんとコックボー』主題歌。
5. 「キングオブ学芸会のテーマ 〜Nu Skool Teenage Riot〜」
BSフジ『エビ中++』オープニングテーマ。
6. 「私立恵比寿中学の日常 (Interlude)：早弁ラップ」
7. 「バタフライエフェクト」[10]
6thシングル。
フジテレビ系“ノイタミナ”『龍ヶ嬢七々々の埋蔵金』オープニング・テーマ。
8. 「ちちんぷい」
のちに魔法少女になり隊がセルフカバーした。
サークルKサンクス「フライドチキンセール」CMソング。
イントロ部分の振り付けは、人気のお笑いコンビ「バンビーノ」の有名なネタ「ダンスィングフィッソン族」から拝借されたもの。
歌詞の「喉につまらせちゃったよ（んがくくくっ）」は、国民的アニメ『サザエさん』の次回予告で1991年まで用いられていたサザエさんのセリフに由来すると思われる。
ベストアルバム『「中辛」〜エビ中のワクワクベスト〜』（2016年）にも収録。
9. 「U.B.U. (金八ver.)」[11]
5thシングルカップリング。
10. 「フユコイ」
ベストアルバム『「中辛」〜エビ中のワクワクベスト〜』（2016年）にも収録。
11. 「PLAYBACK」
ベストアルバム『中吉』（2022年）のCD1にも収録。
12. 「幸せの貼り紙はいつも背中に」[12]
6thシングルカップリング。
映画『小川町セレナーデ』主題歌。
13. 「ハイタテキ!」[13]
7thシングル。
私立恵比寿中学主演ドラマ テレビ東京『甲殻不動戦記 ロボサン』オープニングテーマ。
14. 「大漁恵比寿節」
15. 「買い物しようと町田へ」
タイトルを含め、毎週日曜日18:30-19:00に放映中の国民的アニメ『サザエさん』へのオマージュが見られる。例えば、タイトル名は、サザエさんのテーマ曲の歌詞の３番の出だし「買い物しようと街まで」に由来する。他にもサザエさんの歌詞「素足でかけてく陽気なサザエさん」「財布を忘れて愉快なサザエさん」を受けた内容となっている。
16. 「私立恵比寿中学の日常 (Epilogue)：蛍の光 (Demo)」[14]
ベストアルバム『「中辛」〜エビ中のワクワクベスト〜』（2016年）にも収録。

## 収録内容

### CD
| #         | タイトル                                               | 作詞                                             | 作曲                                             | 編曲                                                                    | 時間  |
| --------- | ------------------------------------------------------ | ------------------------------------------------ | ------------------------------------------------ | ----------------------------------------------------------------------- | ----- |
| 1.        | 「私立恵比寿中学の日常 (Prologue) : 二乗の事情」       |                                                  |                                                  |                                                                         | 2:23  |
| 2.        | 「金八DANCE MUSIC」                                    | 前山田健一                                       | 前山田健一                                       | さつき が てんこもり                                                    | 5:26  |
| 3.        | 「未確認中学生X (金八ver.)」                           | IMAKISASA                                        | IMAKISASA                                        | APAZZI、IMAKISASA                                                       | 4:41  |
| 4.        | 「テブラデスキー 〜青春リバティ〜」                    | 田村歩美                                         | 田村歩美                                         | 池住祥平                                                                | 4:23  |
| 5.        | 「キングオブ学芸会のテーマ 〜Nu Skool Teenage Riot〜」 | 仮屋一時                                         | 吉田哲人                                         | 吉田哲人、el poco maro、有木竜郎 / Strings: 有木竜郎                    | 4:29  |
| 6.        | 「私立恵比寿中学の日常 (Interlude) : 早弁ラップ」      | DJみそしるとMCごはん                             | DJみそしるとMCごはん                             | DJみそしるとMCごはん                                                    | 1:35  |
| 7.        | 「バタフライエフェクト」                               | U-re:x                                           | U-re:x                                           | U-re:x                                                                  | 4:27  |
| 8.        | 「ちちんぷい」                                         | あだるとゆうくん                                 | ウイ・ビトン                                     | 魔法少女になり隊                                                        | 3:51  |
| 9.        | 「U.B.U. (金八ver.)」                                  | 池田貴史、マネキン先生                           | 池田貴史                                         | 池田貴史                                                                | 4:24  |
| 10.       | 「フユコイ」                                           | 田仲圭太                                         | 田仲圭太                                         | 松隈ケンタ                                                              | 5:02  |
| 11.       | 「PLAYBACK」                                           | 久保田真悟 (Jazzin' park)、栗原暁 (Jazzin' park) | 久保田真悟 (Jazzin' park)、栗原暁 (Jazzin' park) | 久保田真悟 (Jazzin' park)、栗原暁 (Jazzin' park)                        | 5:06  |
| 12.       | 「幸せの貼り紙はいつも背中に」                         | 平野航                                           | 平野航                                           | WK1 (鈴木慶一+曽我部恵一) / Strings: 平野航                             | 4:42  |
| 13.       | 「ハイタテキ!」                                        | TAKUYA、MEG.ME                                   | TAKUYA                                           | TAKUYA、Keisuke Iizuka                                                  | 4:43  |
| 14.       | 「大漁恵比寿節」                                       | 井手コウジ                                       | 井手コウジ                                       | 井手コウジ / ホーンアレンジ: 田中優至 (奇妙礼太郎トラベルスイング楽団)  | 4:23  |
| 15.       | 「買い物しようと町田へ」                               | 大内正徳                                         | 大内正徳                                         | 大内正徳 / ホーンアレンジ: 鬼頭哲 (渋さ知らズ、KITO、Akira Brass Band!) | 5:48  |
| 16.       | 「私立恵比寿中学の日常 (Epilogue) : 蛍の光 (DEMO)」    | 尾崎世界観                                       | 尾崎世界観                                       | 尾崎世界観                                                              | 3:22  |
| 合計時間: | 合計時間:                                              | 合計時間:                                        | 合計時間:                                        | 合計時間:                                                               | 68:45 |

### Blu-ray（初回生産限定盤のみ）
※ 8人体制初となるパフォーマンス含むB面楽曲のみを初映像化。
| #   | タイトル                  | 作詞 | 作曲・編曲 |
| --- | ------------------------- | ---- | ---------- |
| 1.  | 「ebiture」               |      |            |
| 2.  | 「ダイビング」            |      |            |
| 3.  | 「結果オーライ」          |      |            |
| 4.  | 「歌え!踊れ!エビーダダ!」 |      |            |
| 5.  | 「パクチー」              |      |            |
| 6.  | 「Another Day」           |      |            |
| 7.  | 「大好きだよ」            |      |            |
| 8.  | 「新・青春そのもの」      |      |            |
| 9.  | 「約束」                  |      |            |
| 10. | 「また明日」              |      |            |

## 参加ミュージシャン
| 金八DANCE MUSIC - ギター：オオシバユウスケ 未確認中学生X (金八ver.) - キーボード & プログラミング：APAZZI テブラデスキー 〜青春リバティ〜 - ギター：池住祥平 - ベース：安達貴史 - ドラム：能村亮平 - ピアノ：横山裕章 (agehasprings) - プログラミング：田村歩美 キングオブ学芸会のテーマ 〜Nu Skool Teenage Riot〜 - ギター：shuho - ピアノ：有木竜郎・吉田哲人 - キーボード：吉田哲人 - ストリングス：MiZ - プログラミング：吉田哲人・el poco maro バタフライエフェクト - ギター・シンセサイザー：Paper Bag Man - ベース：KiKi - ドラム：Metal Man ちちんぷい - ギター：ウイ・ビトン UBU (金八ver.) - ギター：田中義人 - ベース：山口寛雄 - ドラム：玉田豊夢 - ピアノ・キーボード：池田貴史 フユコイ - ギター：田仲圭太 (SCRAMBLES) - ベース：中村泰造 - ドラム：楠瀬タクヤ (SCRAMBLES) PLAYBACK - コーラス：久保田真悟 (Jazzin' park)・栗原暁 (Jazzin' park) - ギター：久保田真悟 (Jazzin' park) - キーボード：栗林悟 - ストリングス：須磨和声 | 幸せの貼り紙はいつも背中に - 12弦アコースティックギター・アコースティックギター・グロッケン・ピアノ・シロフォン：鈴木慶一 - エレクトリックギター・モーグ・シェーカー・タンバリン・ティンバレス・ティンパニー・イングリッシュハンドベル：曽我部恵一 - ベース：岩崎なおみ - ドラム：矢部浩志 - ピアノ・ハープシコード・VOXオルガン・チェレスタ：横山裕章 - スクラッチ：bonstar ハイタテキ! - ギター：TAKUYA - ベース：伊藤千明 - ドラム：かどしゅんたろう - シンセサイザー・プログラミング：Keisuke Iizuka 大漁恵比寿節 - ギター・プログラミング：井手コウジ - テナーサックス：田中優至 (奇妙礼太郎トラベルスイング楽団) - トランペット：村上基 - トロンボーン：たなせゆうや (ex.カルメラ) 買い物しようと町田へ - エレキギター・プログラミング：大内正徳 - バリトンサックス：鬼頭哲 (渋さ知らズ・KITO,Akira Brass Band!) - アルトサックス：立花秀輝 (渋さ知らズ・AAS) - トランペット・ピッコロ：北陽一郎 (渋さ知らズ) - トロンボーン：中根信博 (渋さ知らズ・MUMU) 私立恵比寿中学の日常 (Epilogue)：蛍の光 (Demo) - アコースティックギター：尾崎世界観 |